# José Antonio Martín Pallín
José Antonio Martín Pallín   (la Corunya, 13 de juny de 1936) és un fiscal i magistrat emèrit gallec del Tribunal Suprem. Des de l'any 2017 exerceix d'advocat.
Jubilat l'any 2006, va rebre el Premi Jurista 1996 de la Universitat Complutense de Madrid i ha estat president de l'Associació pro Drets Humans d'Espanya i de la Unió Progressista de Fiscals, així com a portaveu de Jutges per a la Democràcia.

## Conflicte polític català
Davant el conflicte entre Catalunya i l'Estat espanyol, el setembre de 2017 va manifestar que la solució havia de ser la política i no l'activació de tots els mecanismes judicials a l'abast del govern de Mariano Rajoy. Com a jurista, es va mostrar crític amb les acusacions del judici al procés independentista català argüint que «el delicte de rebel·lió requereix un alçament armat» i que plantejar-se que un parlament pot incórrer en el delicte de desobediència «no encaixa en la racionalitat que cal exigir al dret».

## Obra publicada
- Extranjeros y Derecho Penal (2004)
- La justicia en España (amb Jesús Peces Morate, 2008)
- ¿Para qué servimos los jueces? (2010).[4]
- El gobierno de las togas (2020)[5]